# Шиляев, Леонид Александрович
Леони́д Алекса́ндрович Шиля́ев (10 августа 1959, Кирово-Чепецк, Кировская область — 15 июня 2019) — советский и казахстанский хоккеист, вратарь и тренер вратарей.

## Карьера
Родился 10 августа 1959 года в Кирово-Чепецке. Воспитанник ДЮСШ местного хоккейного клуба «Олимпия» (первый тренер А. Д. Кулябин), в котором и начал свою игровую карьеру. В 1977 году получил приглашение в киевский «Сокол», который по итогам сезона добился перехода в высшую лигу чемпионата СССР. В 1978—1980 годах играл в клубе второй лиги чемпионата СССР — свердловском СКА.
В 1980 году перешёл в карагандинский клуб «Автомобилист» (вторая лига; в сезоне 1983/1984 и с сезона 1985/1986 — первая лига чемпионата СССР). При создании Межнациональной хоккейной лиги (МХЛ), объединившей лучшие команды государств бывшего СССР, клуб получил место в чемпионате МХЛ (сезон 1992/1993). С сезона 1993/1994 его название изменилось на «Строитель».
На первом чемпионате мира, в котором приняла участие сборная Казахстана после её создания, проходившем в 1993 году в Словении, Леонид Шиляев защищал ворота сборной, проведя 6 игр.
После 1994 года несколько сезонов играл в клубах младших российских лиг, завершив карьеру в своём первом клубе — кирово-чепецкой «Олимпии».

## Тренерская карьера
После окончания карьеры игрока тренировал вратарей казахстанских клубов: астанинского «Барыса» (2004—2005), павлодарского «Иртыша» (2006—2007), карагандинской «Сарыарки» (2007—2009), кокчетавского «Арлана» (с 2009 года). В сезоне 2010/2011 был главным тренером «Арлана».
С сезона 2013/2014 входил в тренерский штаб ноябрьского клуба «Ямальские стерхи», выступающего в Российской хоккейной лиге. В сезоне 2015/2016 входил в тренерский штаб кирово-чепецкой «Олимпии».